# Beau Masque
Pour plus de détails, voir Fiche technique et Distribution.
Beau Masque est un  film franco-italien réalisé par Bernard Paul et sorti en 1972, adaptation du roman homonyme de Roger Vailland.

## Synopsis
Dans une région de l'est de la France, Pierrette, une jeune ouvrière de l'usine locale de filature, se consacre entièrement à son action syndicale au détriment de sa vie privée, qui est réduite à pas grand-chose depuis qu'elle s'est séparée de son époux et qu'elle a confié leur enfant à la garde d'une parente. Elle rencontre deux hommes qui vont changer sa vie. Elle croise d'abord le chemin d'un émigré italien surnommé « Beau Masque », camionneur de son état. Ensuite, lors du bal organisé par le Parti communiste, elle fait la connaissance de Philippe Letourneau, le directeur de l'usine, un jeune fils de famille poussé par ses parents, actionnaires majoritaires de l'entreprise. Bien qu'attirée par Philippe, Pierrette ne donne pas suite à leurs premiers contacts, ne voulant pas compromettre son engagement syndical. C'est avec Beau Masque qu'elle noue une relation amoureuse. Mais une vague de licenciements, que le directeur ne maîtrise pas, précipite les protagonistes dans le drame.

## Fiche technique
- Titre original : Beau masque
- Réalisation : Bernard Paul
- Assistant réalisation : Alain Corneau
- Scénario : Bernard Paul, Jean-Patrick Lebel et Richard Bohringer d'après le roman de Roger Vailland, Beau Masque (Éditions Gallimard, 1954)
- Dialogues : Bernard Paul
- Décors : Maurice Colasson
- Costumes : Françoise Arnoul
- Photographie : William Lubtchansky
- Montage : Françoise Bonnot
- Musique : André Hodeir
- Producteur : Christian Ferry
- Producteurs délégués : Francis Girod, Bernard Paul
- Directeur de production : Jacques Rouffio
- Sociétés de production : Francina (France), International Cinévision (France), UPF (Universal Pictures France), Verona Produzione (Italie)
- Sociétés de distribution : CIC (Cinema International Corporation, France), Paramount Pictures France
- Pays de production :  France -  Italie
- Langue originale : français
- Format : 35 mm — couleur par Eastmancolor — 1.66:1 — son monophonique
- Genre : drame et romance
- Durée : 100 minutes
- Date de sortie : France - 29 novembre 1972
- Classification CNC : tous publics (visa d'exploitation no 39879 délivré le 14 novembre 1972)

## Distribution

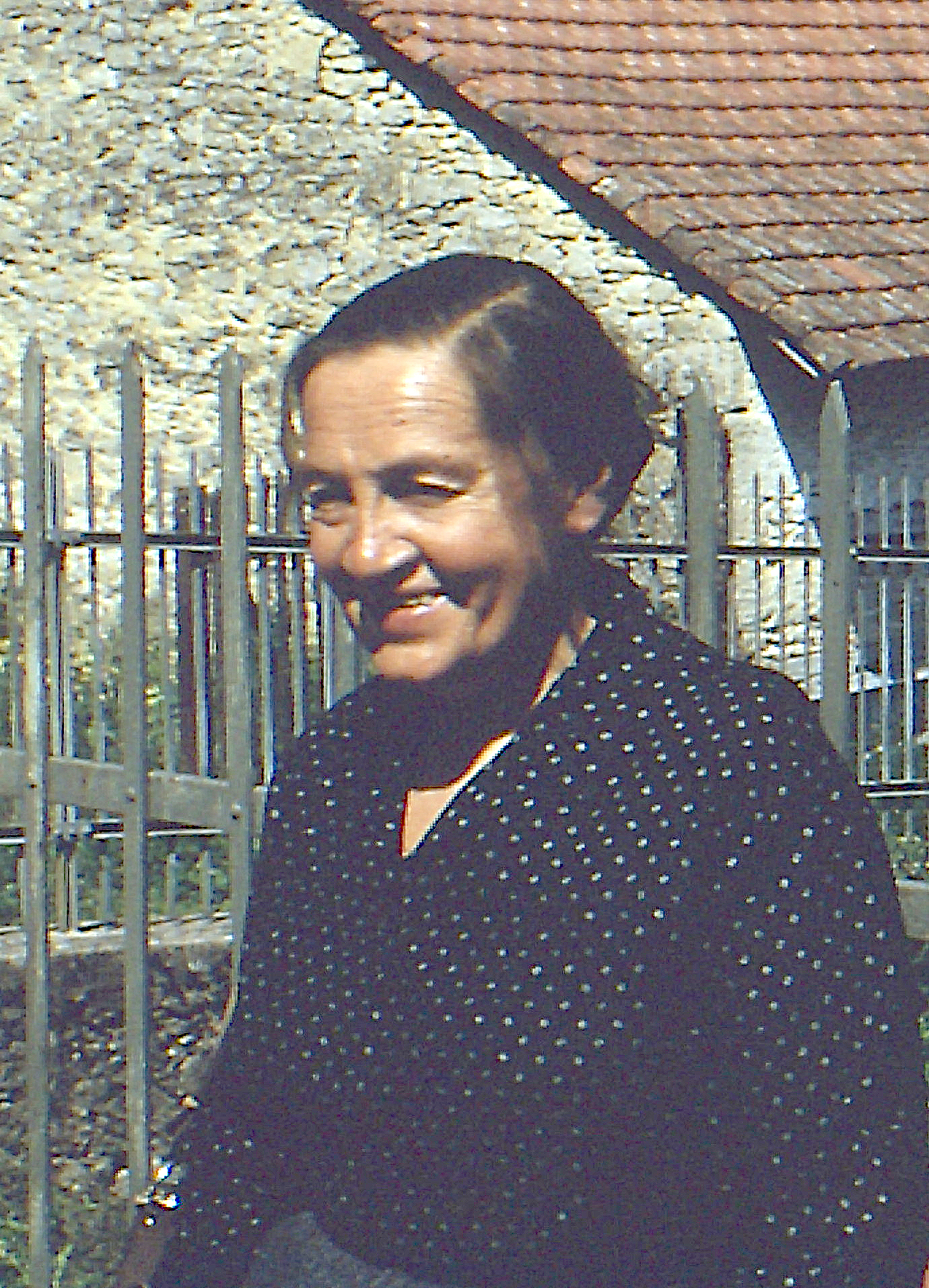
Andrée Tainsy sur le tournage de Beau masque, à Blanaz, 1972.

- Luigi Diberti : Beau Masque
- Dominique Labourier : Pierrette
- Jean-Claude Dauphin : Philippe
- Catherine Allégret : Marguerite
- Gaby Sylvia : Émilie
- Massimo Serato : Valério
- Jean Dasté : Cuvrot
- Hélène Vallier : Louise
- Pierre Maguelon : Mignot
- Évelyne Dress : Nathalie
- Maurice Travail : Tallagrand
- Georges Rouquier : Vizille
- Andrée Tainsy

## Production

### Genèse
Françoise Arnoul : « Christian Ferry, à la Paramount-France, s’est tout de suite intéressé au projet Beau masque. Les Américains exigeant une vedette dans la distribution, Bernard pensa à Jane Fonda. Ils avaient gardé de bonnes relations depuis Les Félins, de René Clément, où Bernard était assistant avec Costa-Gavras. Grâce à Élisabeth qui avait hébergé longtemps Jane et Vadim, nous avons réussi à la joindre au moment où, toujours fidèle à ses options, elle s’était engagée dans un nouveau combat, à Détroit aux côtés des Noirs. Bernard prit un charter et, au milieu des prises de parole de militants, Jane donna son accord pour être la Pierrette de Beau Masque. Le cœur battant, j’ouvris le télégramme de Bernard : « Jane is OK. » C’est tout ce qu’il savait dire en anglais. Christian Ferry mit en marche la production. […] D’abord, en y regardant de plus près, les Américains finirent par trouver que cette histoire faisait la part un peu trop belle à l’idéologie communiste. Ils traînèrent tellement les pieds avant de donner un accord définitif que, de report en report, Jane Fonda ne fut plus disponible. Bernard proposa alors à Christian Ferry d’engager une actrice moins connue. »

### Casting

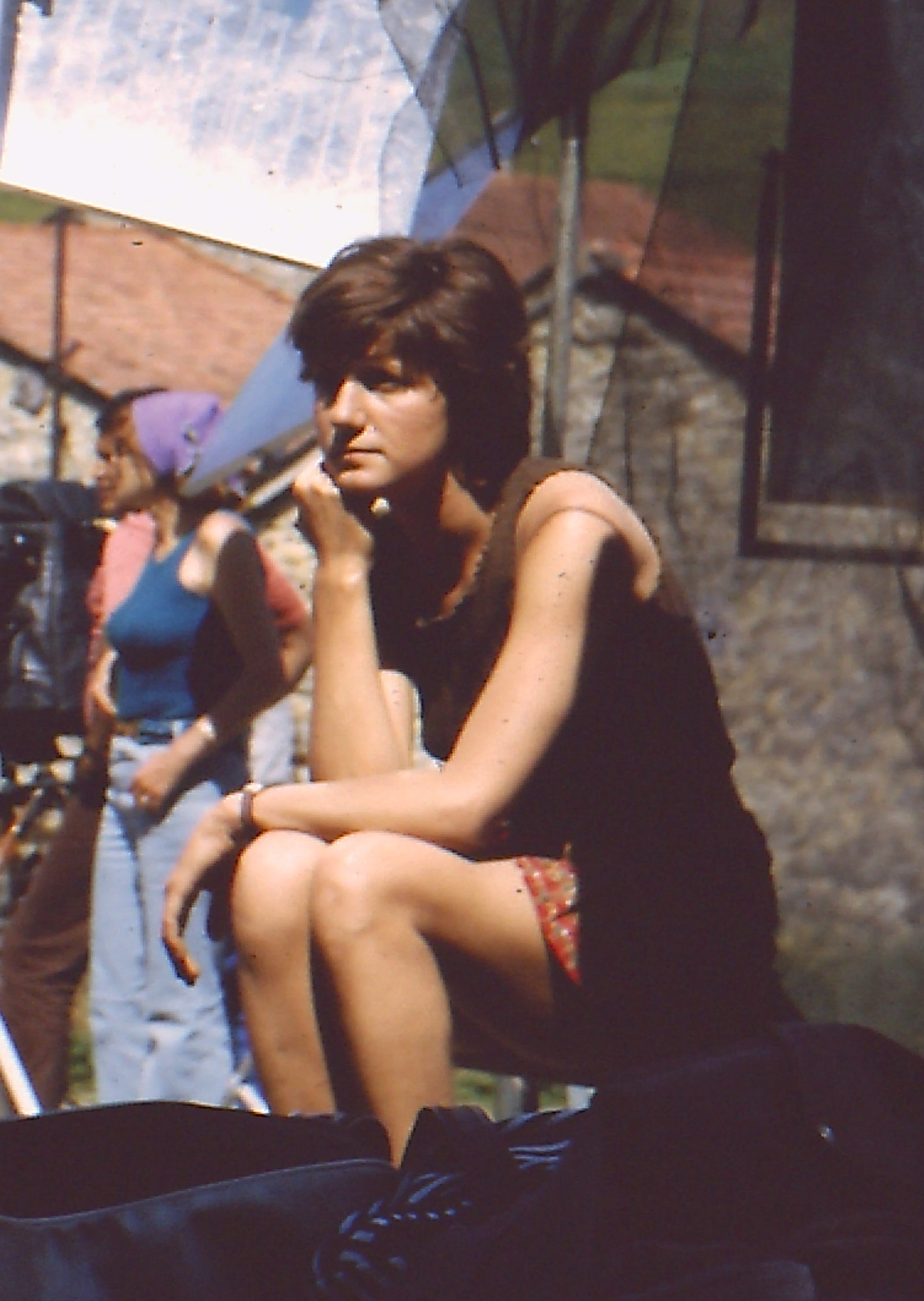
Dominique Labourier sur le tournage de Beau Masque

Françoise Arnoul : « Nous avions remarqué Dominique Labourier, et je m’étais même permis de suggérer à Jean Renoir de la rencontrer pour jouer la petite bonne du Roi d'Yvetot. Et, après avoir vu toutes les stars du cinéma italien, Bernard choisit pour le rôle de Beau masque un jeune acteur de théâtre, Luigi Diberti. »

### Tournage
- Extérieurs : Villerupt (Meurthe-et-Moselle), Ain.
- Françoise Arnoul[1] : « Toutes les filatures de France refusant, l’une après l’autre, de nous accueillir, il fallut trouver une région de population ouvrière où il serait possible d’en reconstituer une. Le choix de Bernard se fixa sur l’est de la France. Une région à forte immigration italienne datant des années 1920 où les familles ouvrent chaleureusement leur porte pour vous faire goûter leur pastasciutta. Sans Villerupt, Longwy et d’autres, sans leurs élus, le film n’aurait probablement pas pu se faire. Le tournage fut long et difficile. Semé d’embûches, de rires et de larmes. Comme à Martigues[3], la population était proche de nous. Assez étonnée que le cinéma ne soit pas seulement un monde de paillettes et de stars en limousine. Bien sûr, ce n’était ni la mine ni l’usine, mais la masse de travail et de tension accumulée sur un plateau ne cessait de les surprendre. Dans ce lieu de la métallurgie en crise, les gens n’avaient pas oublié les sanglantes batailles ouvrières et furent émus aux larmes en participant au tournage de certaines séquences. J’ai repris mon rôle de « grouillotte ». Costumière à l’écoute des cœurs et humeurs. Pas simple de trouver à Villerupt des volontaires pour jouer les CRS qui allaient matraquer à mort notre héros, leur héros Beau masque. […] Après les séquences en Meurthe-et-Moselle chargée d’histoire, nous sommes partis « prendre un bol d’air » pour tourner les scènes lyriques du film dans les superbes montagnes à vaches de l’Ain. »

## Accueil
Françoise Arnoul : « Nous avons cherché, Bernard et moi, les raisons pour lesquelles Beau masque n’était pas réussi. Il nous a semblé qu’il avait été gêné par son obsession de fidélité à l’œuvre de Vailland. Il avait changé l’époque du roman et s’était laissé piéger par un certain discours politique langue de bois, lié aux années d’après-mai 68. En revanche, ce qui reste de beau dans le film, ce sont les rapports entre les personnages, les relations de tendresse et d’amour. Ce qui vient de lui, de sa chair. »